# Pusht Rud
Pusht Rud är ett distrikt i Afghanistan. Det ligger i provinsen Farah, i den västra delen av landet, 700 kilometer väster om huvudstaden Kabul.
Distriktet beräknades år 2022 ha cirka 48 000 invånare.